# 114e régiment d'infanterie (France)

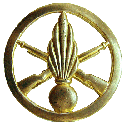
insigne de béret d'infanterie

Le 114e régiment d'infanterie (114e RI) est un régiment d'infanterie de l'Armée de terre française créé sous la Révolution à partir de la 114e demi-brigade de première formation.

## Création et différentes dénominations
Il ne descend pas d'un régiment de l'Ancien Régime.
- 4 floréal an III (23 avril 1795) : création de la 114e demi-brigade d’infanterie[2].
- 16 mars 1796 : dissolution de la 114e demi-brigade de première formation.
- 1800 : la Légion italique, créée par Jean-Henri Dombrowski en 1796 et regroupant des volontaires polonais se mettant au service de la France pour lutter contre les pays s’étant partagés la Pologne en 1772-1795, est renommée 114e demi-brigade d’infanterie.[réf. nécessaire]
- 24 septembre 1803 : renommé 114e régiment d’infanterie de ligne[réf. nécessaire]
- 1808 : dissolution et intégration au sein de la Légion de la Vistule.[réf. nécessaire]
- 30 août 1808 : création du 114e régiment d'infanterie de ligne au camp de Miranda de Ebro en Espagne.
- 12 mai 1814 : après la chute de Napoléon Ier, Louis XVIII restructure l'armée et réduit les régiments. Les bataillons du 114e sont dissous et répartis dans de nouveaux régiments.
- 1870 : le 14e régiment de marche est créé par décision ministérielle.
- 1er novembre 1870 : le 14e régiment de marche est renommé 114e régiment d’infanterie (décret du 28 octobre 1870)
- 1914 : à la mobilisation, donne naissance au 314e régiment d’infanterie
- 1923 : le régiment est dissous.
- 28 mai 1940 : le régiment est reconstitué, improvisé au camp de La Courtine à partir de diverses unités en retraite (soldats de 30 dépôts), officiers survivants du 13e zouaves et instructeurs de l’École militaire de Saint-Maixent.
- 18 juin 1940 : le régiment est dissous près de Limoges.
- 1er octobre 1944 : le 114e est recréé à partir des maquis de la région de Niort
- 21 octobre 1945 : le régiment est dissous.
- 1979 : il est une nouvelle fois recréé, comme régiment de mobilisation, mais est une nouvelle fois dissous.
- Le 114e régiment d'infanterie, régiment de tradition des Deux-Sèvres dont l'histoire est intimement liée à Saint-Maixent-l'École, de son implantation en 1877 à sa dissolution définitive en 1997.

## Officiers du régiment

### Liste des colonels et des chefs de brigade
De 1791 à 1815 :
- 1795 : Chef de brigade Guepard (?)
- 1808 : Colonel Arbod (Jean-Pierre)
- 1813 : Colonel Durand (Pierre-Marin)Après 1815 :

- 23 août 1870 : Lieutenant-colonel Vanche
- 14 novembre 1870 : Lieutenant-colonel Boulanger, puis colonel le 27 janvier 1871
- 12 décembre 1871 : Lieutenant-colonel Deloffre
- 26 décembre 1871 : Colonel de Bonnet de Maureilhan de Polhès
- décret du 18 février 1881 : Colonel Antonini (mort le 21 janvier 1882)
- décret du 23 février 1882 : Colonel Durrmeyer
- décret du 26 décembre 1887 : Lieutenant-colonel Dubouzet
- 4 janvier 1888 : Colonel Crétin (détaché au Tonkin, ne paraît pas au régiment)
- décret du 5 octobre 1888 : Colonel Sorlin
- 4 juillet 1891 : Lieutenant-colonel de Serres
- 13 juillet 1891 : Colonel Bertrand
- 1895-1905 : colonel Jean François Paul Désourteaux
- 1914-1915 : Lieutenant-colonel Paul Auguste Benoit[4] (tué le 9 mai lors de la bataille de l'Artois)
- 1915 : Lieutenant-colonel Tournier (tué le 1er octobre lors de la bataille de l'Artois)
- 1916 : Lieutenant-colonel de la Lande d'Olce
- 1918 : Colonel Bertrand
- 1940 : Lieutenant-colonel Pierre Veaux
- 1944 : Colonel E Proust
- 1979-... : ???

...-1993: lieutenant colonel Oldra
- 1993-1995:lieutenant colonel mary
- 1995-1999 :lieutenant colonel Delettre

### Officiers blessés ou tués lors de leur service au114eRI
Chefs de corps tués ou blessés alors qu'ils commandaient le 114e RI :
- Colonel Arbod : tué le 13 avril 1813 au combat de Castalla
- Lieutenant-colonel Paul Auguste Benoit : tué par balles le 9 mai 1915 lors d'un assaut de la bataille de l'Artois
- Lieutenant-colonel Tournier : tué le 1er octobre 1915 avec son adjoint dans son poste de commandement par un obus à retard lors de la bataille de l'Artois

Officiers tués et blessés alors qu'ils servaient au 114e RI :
- Officiers tués : 26
- Officiers morts des suites de leurs blessures : 6
- Officiers blessés : 77

## Historique des garnisons, combats et batailles du 114e RI

### Guerres de la Révolution et de l'Empire
Conformément aux lois du 21 février, du 12 août 1793 et au décret de la Convention du 17 nivôse an II (8 janvier 1794), on s'occupait de l'embrigadement des troupes de ligne avec les bataillons de volontaires.

4 floréal an III (23 avril 1795) : création de la 114e demi-brigade d’infanterie à partir  de l'amalgame du 2e bataillon du 57e régiment d'infanterie (ci-devant Beauvoisis), du 10e bataillon de volontaires de la Gironde et du 14e bataillon de volontaires de la Gironde et est rattachée à l'armée des Pyrénées-Orientales.
- 1795 : combats en Espagne (Tolosa, Pampelune)

La 114e demi-brigade, celle qui venait de faire les campagnes de 1794 à 1796, fut, lors du second amalgame, incorporée dans la 35e demi-brigade de deuxième formation.

Ainsi le no 114 est dissous et reste vacant.
21 août 1808 : Création du 114e régiment d'infanterie de ligne au camp de Miranda de Ebro en Espagne avec les 1er et 2e régiments provisoires de l'armée d'Espagne qui avaient eux-mêmes été créés le 5 novembre 1807.

Il va combattre en Espagne, 30 batailles, 11 sièges, 7 assauts. 4 batailles seront inscrites sur son drapeau.
- 1808 :
  - Bataille de Medina de Rioseco (3 juillet). Le régiment fait partie de la division Musnier (114e et 115e RI, avec le 1er régiment de la Légion de la Vistule).
  - Bataille de Tudela ((23 novembre),
  - Siège de Saragosse (décembre à mai 1809)
- 1809 :
  - Maria (15 juin)
  - Belchite (18 juin)
- 1810 :
  - Prise de Lerida (23-24 avril)
  - Tortose (fin décembre)
- 1811
  - Prise de Montserrat (25 juillet)
  - Prise de Valence (fin décembre)

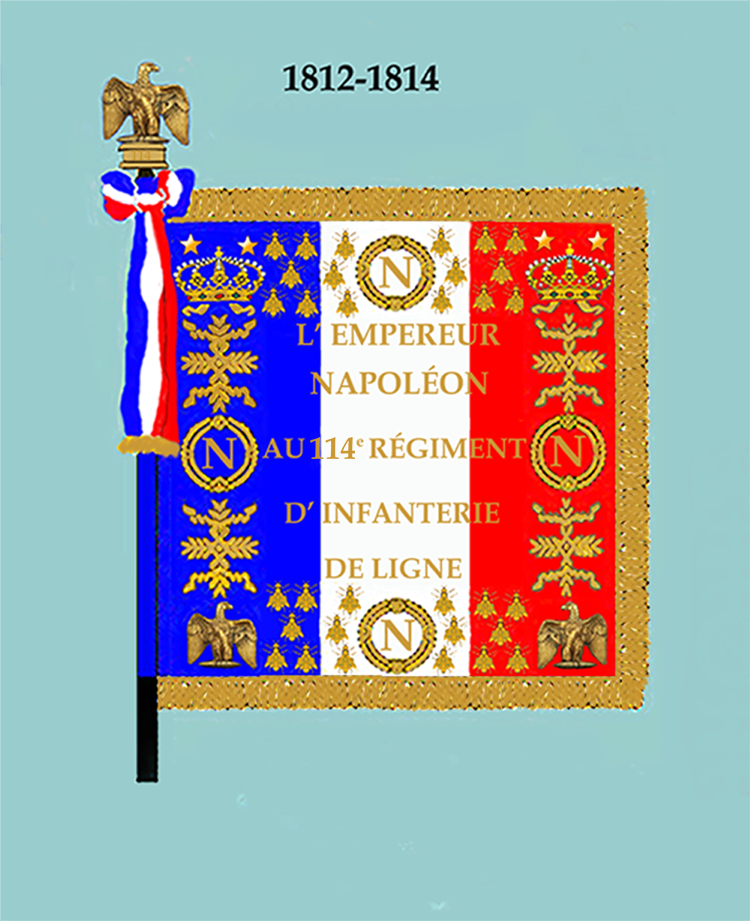
Drapeau modèle de 1812 (avers)
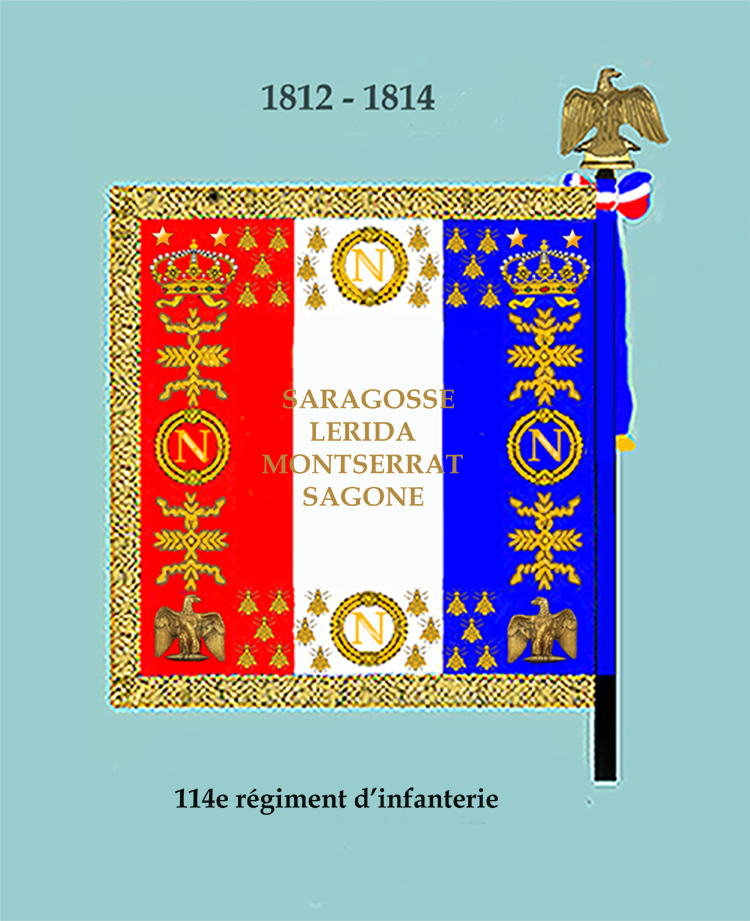
Drapeau modèle de 1812 (revers)

- 1812 :
  - combat de Castalla (21 juillet)
- 1813 : le 114e fait partie de l'armée du maréchal Suchet.

Le 12 mai 1814, le 114e régiment d'infanterie de ligne est licencié, et conformément à l'article 5 de l'ordonnance du 12 mai 1814 :
- Le 1er bataillon est amalgamé dans le régiment d'Angoulême
- Le 2e bataillon est amalgamé dans le régiment Colonel-Général
- Les 3e et 6e bataillons sont amalgamés  dans le 56e régiment d'infanterie de ligne
- Le 4e bataillon est amalgamé dans le 11e régiment d'infanterie de ligne
- Le 5e bataillon est amalgamé dans le 41e régiment d'infanterie de ligne

Le régiment est licencié à la Seconde Restauration.
Son numéro reste vacant jusqu'en 1870

### Second Empire
Le 113e régiment d'infanterie est reformé le 1er novembre 1870, durant la guerre de 1870, avec le 13e régiment de marche qui avait été lui-même constitué, le 16 août 1870, avec les :
- 4e bataillon du 55e régiment d'infanterie de ligne
- 4e bataillon du 67e régiment d'infanterie de ligne
- 4e bataillon du 100e régiment d'infanterie de ligne

provenant de leurs dépôts et dont les soldats sont pour la plupart de nouveaux arrivants qui n'avaient jamais tiré à la cible avec le chassepot et ignoraient totalement le service en campagne, pour constituer la 1re brigade de la 3e division du 13e corps d'armée
Le 1er septembre, le 13e régiment de marche qui était devant Mézières, rétrograde sur Paris après la capitulation de Sedan ou il arrive avant l'investissement de la capitale.

Le 1er novembre 1870, le 14e régiment de marche est renommé 114e régiment d'infanterie (décret du 28 octobre 1870).

Le 114e fait partie du 1er corps d'armée (général de division Blanchard).

Avec le 113e régiment d'infanterie (lt-colonel Pottier), le 114e forment la 1re brigade du colonel Comte. Le 35e régiment d'infanterie (Lt-colonel Martinaud) et le 42e régiment d'infanterie (Lt-colonel Prévault) forment la 2e brigade du général de La Mariouse. Avec 4 bataillons de mobiles de la Vendée (Lt-colonel Aubry), deux batteries de 4, une batterie de mitrailleuses et une compagnie du génie, ces deux brigades constituent la 3e division d'infanterie du général Faron.

Durant le siège de Paris le 114e combat à Créteil, à la reprise des Hautes-Bruyères, à Chevilly, à Thiais, à Châtillon
- - 30 novembre 1870 - Bataille de Villiers-Cœuilly.
  - 2 décembre 1870 - Bataille de Champigny.
  - 19 janvier 1871 - Bataille de Buzenval.

### De 1871 à 1914
Après l'armistice franco-allemand de 1871, le 114e régiment d'infanterie de ligne et participe, durant la Commune de Paris en 1871, avec l'armée versaillaise aux batailles de Rueil, de Bougival, de Clamart et à la semaine sanglante.
- 1873 : le régiment est éparpillé entre Châtellerault, Montmédy et Paris.
- 1874 : 2 compagnies quittent Châtellerault pour Bressuire.
- 1875 : il a 3 bataillons dans les forts parisiens et le 4e à Parthenay.
- 1877 : il est regroupé à Paris. Mais en avril, il part pour Saint-Maixent-l'École.
- 1878 : son dépôt est à Parthenay, 2 bataillons et l’état-major à Saint-Maixent-l'École, 1 bataillon à Paris et 2 compagnies à Thouars.

En 1881, le 4e bataillon, qui casernait à Paris, part pour la Tunisie. Il est intégré au 2e régiment de marche.
Lors de la réorganisation des corps d'infanterie de 1887, le régiment fourni un bataillon pour former le 153e régiment d'infanterie.
En 1895, un détachement de 20 hommes participe à l'expédition de Madagascar.

### Première Guerre mondiale
À la mobilisation, le 114e RI est formé à Saint-Maixent-l'École. Le régiment fait partie du 9e CA, 17e DI. Avec le 125e RI, il compose la 34e brigade. En décembre 1915, et jusqu'en 1918, le régiment passe à la 131e DI. Il aligne 3 bataillons.

#### 1914
Il fait partie de la IIe Armée, en Lorraine.
- 22 octobre 1914 - 2 avril 1915 : il est sur le Saillant d'Ypres.
  - Entre le 23 octobre et le 5 novembre, il aura eu 180 morts et 420 blessés

#### 1915
- jusqu'au 2 avril : Saillant d'Ypres
- avril - 6 mai : cantonnement à Verquin, Verquigneul et Labourse
- mai - 20 juin : 2e bataille de l'Artois où le lieutenant-colonel Paul Auguste Benoit décède le 9 mai
  - Les seuls 9 et 10 mai, le régiment accuse 148 tués, 468 blessés et 815 disparus
- 20 juin - août : repos sur la rive droite de la Scarpe
- septembre : 3e bataille de l'Artois (bataille de Champagne) dans le secteur de Vailly-sur-Aisne
  - Le régiment perd 600 hommes dont 70 tués
- 25 septembre : va cantonner à Beaumetz-lès-Loges
- 1er octobre : relève pour plusieurs mois une brigade britannique après la bataille de Loos, durant la bataille de l'Artois. Le jour de la relève, le lieutenant-colonel Tournier et son adjoint le lieutenant de Fontenioux sont tués dans leur poste de commandement par un obus à retard

#### 1916
- mai : Bataille de Verdun (5-8 mai, cote 304),
  - En 72 heures, le régiment perd 130 hommes, 83 disparus et 510 blessés.
- juillet : Champagne (Perthes, Tahure),
- octobre : Bataille de la Somme (Sailly-Saillisel),

#### 1917

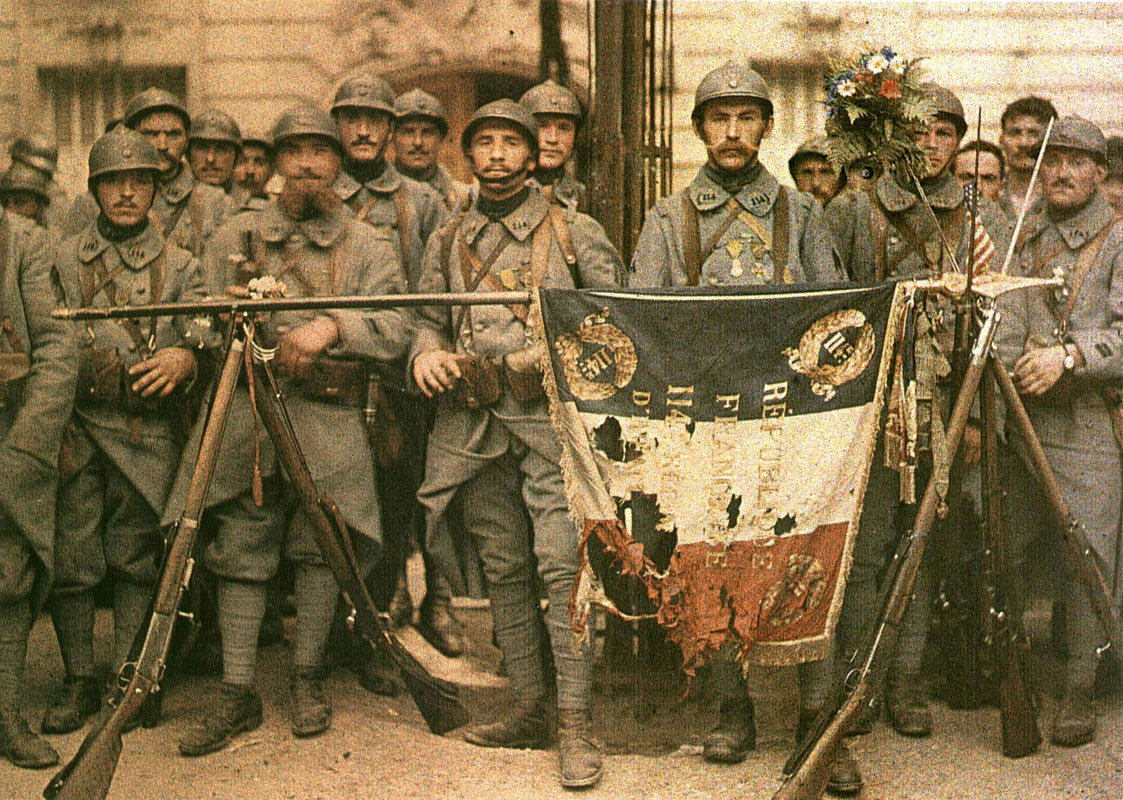
Le et son drapeau

- Pendant la bataille du Chemin des Dames, le régiment combat à Sapigneul, à l'extrême droite du dispositif français.
- août : forêt de Parroy (est de Lunéville)

#### 1918
- avril : Grivesnes (ouest de Montdidier),
- 11 - 13 juin : Méry-la-Bataille, Lataule. Durant ces 3 jours de combat, le régiment perd 650 hommes dont 24 officiers.
- juillet à novembre : entre Ham et Saint-Quentin.

Durant ce conflit, le 114e régiment a eu 3 937 tués.

### Entre-deux-guerres
1923 : le régiment est dissous.

### Seconde Guerre mondiale
Le régiment est reconstitué le 28 mai 1940 à partir du 213e régiment d'infanterie de la (71e division d'infanterie), improvisé au camp de la Courtine à partir de diverses unités en retraite (soldats de 30 dépôts différents, officiers survivants du 13e zouaves et instructeurs de l'École militaire de Saint-Maixent-l'École.
Le 5 juin 1940, il est jeté dans la bataille, sans canons antichar dans la région de Rouen, l'unité est détruite en 4 jours. Le régiment est dissous le 18 juin, près de Limoges.
Le 1er octobre 1944, le 114e régiment d'infanterie est recréé à partir des maquis de la région de Niort. Il est formé de 3 bataillons et aligne 2 833 hommes. Il participe au siège de la poche de La Rochelle.

### De 1945 à nos jours
En juin 1945, le régiment passe à la 3e DIA de la 1re armée. Le régiment est dissous le 21 octobre 1945.
Il est une nouvelle fois recréé en 1979, mais sera une nouvelle fois dissous. Lors de la professionnalisation en 1996, il est devenu 114e bataillon de soutien de l'ENSOA (École nationale des sous-officiers d'active) de Saint-Maixent puis simplement Bataillon de soutien de l'école. Il sera dissous en 2000, composé de militaires de carrière et d'appelés du contingent son drapeau rejoint le musée du sous-officier de l'ENSOA. 
Le régiment comportait une compagnie d'intégration :
- CI : compagnie d'instruction (uniquement pour les classes et PEG, avant distribution à l'issue dans les trois suivantes)

Le régiment était composé de trois compagnies d'appelés :
- CE : compagnie école (secrétariat, juriste, informatique...)
- CA : compagnie auto (transport)
- CS : Compagnie de services (logistique, etc.)
- De 1994 à 1999  il y avait toujours trois compagnies :   - CS : Compagnie de Soutien  - CT : Compagnie de Transport  - CI : Compagnie d'Instruction

## Drapeau
Il porte, cousues en lettres d'or dans ses plis, les inscriptions suivantes :

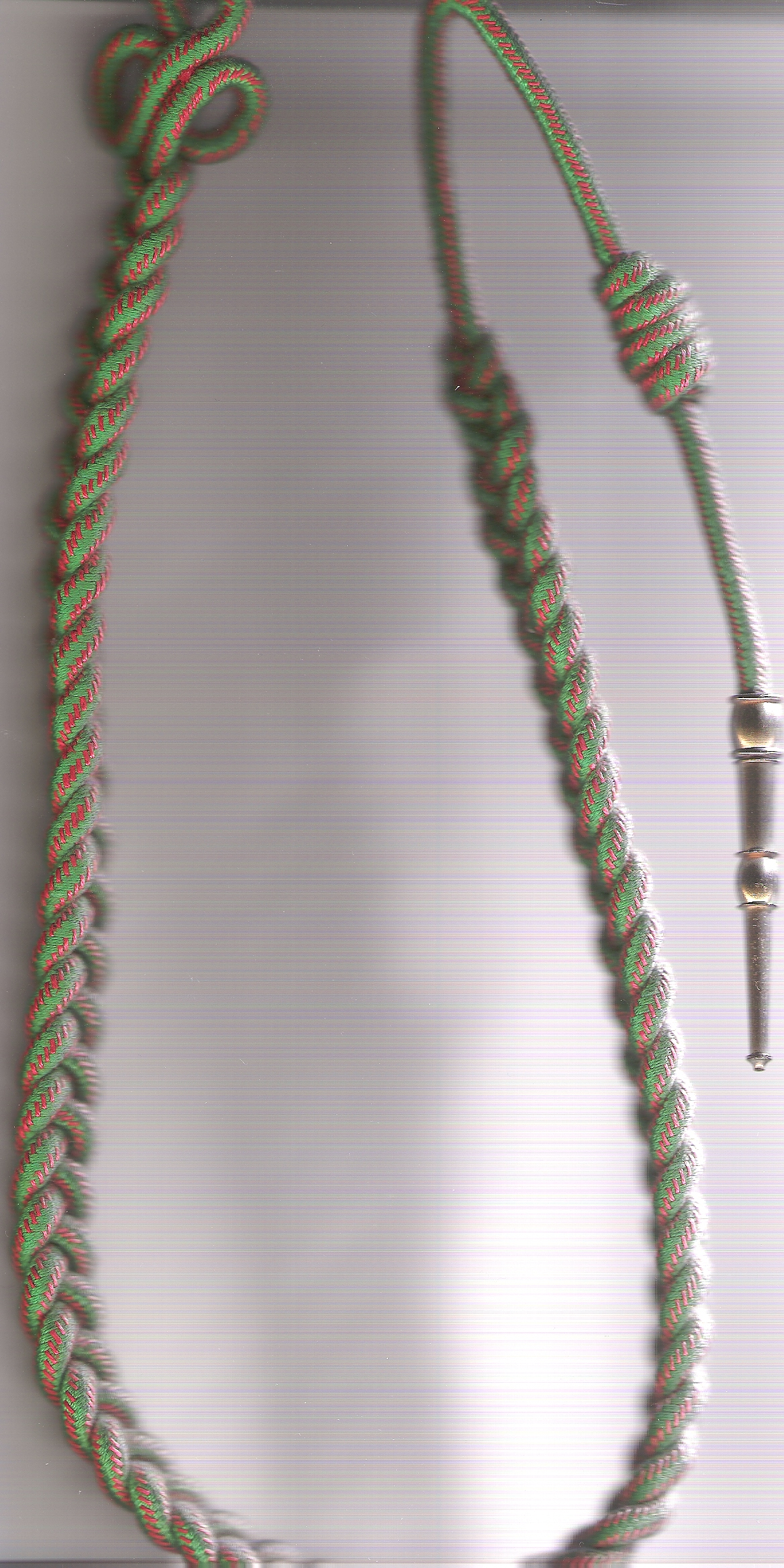
fourragère aux couleurs du ruban de la croix de guerre 1914-1918

- Saragosse 1809
- Lérida 1810
- Montserrat 1811
- Sagonte 1811
- Ypres 1914
- Verdun 1916
- Le Matz 1918
- Montdidier 1918

## Décorations
Sa cravate est décorée de la Croix de guerre 1914-1918 (deux citations à l'ordre de l'armée après Verdun et après la bataille du Matz, 1918).
Puis il porte la fourragère aux couleurs du ruban de la Croix de guerre 1914-1918.

## Personnes célèbres y ayant servi
- Le prix Goncourt Ernest Pérochon, durant son service militaire, en 1905

## Sources et bibliographie
- Capitaine D Quivron, Peur ne connaît, mort ne craint, la longue marche du 114e RI, 1980, édité par l'ENSOA (St Maixent), 105 pages.
- Musée du sous-officier. École Nationale des Sous-Officiers. Quartier marchand, avenue de l'École Militaire 79404 Saint-maixent-l'école.
- Pierre Paul, 114e au feu. Historique de la guerre 1914-1918, Saint-Maixent, Impr. E. Payet, 1923, 42 p., lire en ligne sur Gallica.